# Dromader
Dromaderul (Camelus dromedarius)  este un animal mamifer rumegător din famila Camelidae. Dromaderul este un animal de povară puțin pretențios, rezistent la sete și căldurile tropicale, fiind folosit la transportul în caravane prin regiuni de deșert. Specia asiatică sălbatică de dromader a dispărut, animalul existând numai în Africa. Denumirea de dromader provine din greacă δρομάς (dromás) - aleargă.

## Morfologie
Dromaderul sau cămila africană se deosebește de cămila asiatică care are două cocoașe. Cămila africană atinge o înălțime la greabăn între  1,8 - 2,3 m și are o greutate între  300 – 700 kg. Are o coadă relativ scurtă, blana este moale fiind în general de culoarea nisipului cu nuanțe diferite. Creștetul capului, gâtul și trunchiul corporal este acoperit de o blană cu peri lungi. Animalele au gâtul lung, capul alungit, cu buze proeminente despicate, iar orificiul nărilor se pot închide. Ochii au gene lungi, în timp ce diferitele proeminențe osoase, precum sternul, coatele, călcâiele sau genunchii, sunt protejate de un înveliș cornos. Dromaderul are la picior două degete terminate  cu o copită despicată, care la presiune se lățește. Stomacul este compartimentat, ca și la celelalte rumegătoare.
In unele culturi, dromaderul este un simbol al afectiunii fata de alta persoana, acesta fiind considerat un animal scump si valoros. Spre exemplu, in unele zone ale Etiopiei de Est, ritualul casatoriei implica oferirea de dromaderi ca rascumparare pentru mana fetei.

## Adaptarea la clima aridă
Adaptarea la climă a permis dromaderului să poată trăi mult timp fără apă, care este acumulată în cantitate mare în stomac; un rezervor de energie sunt depozitele de lipde din cocoașă, din care animalul obține apă prin procesul de oxidare. Rinichiii resorb o mare parte din lichide din urina primară, în vreme  ce un alt rezultat al procesului de reținere a apei în organism este faptul că excremetele sunt aproape uscate, iar urina foarte concentrată. De asemenea, dromaderii nu transpiră.

## Arealul de răspândire

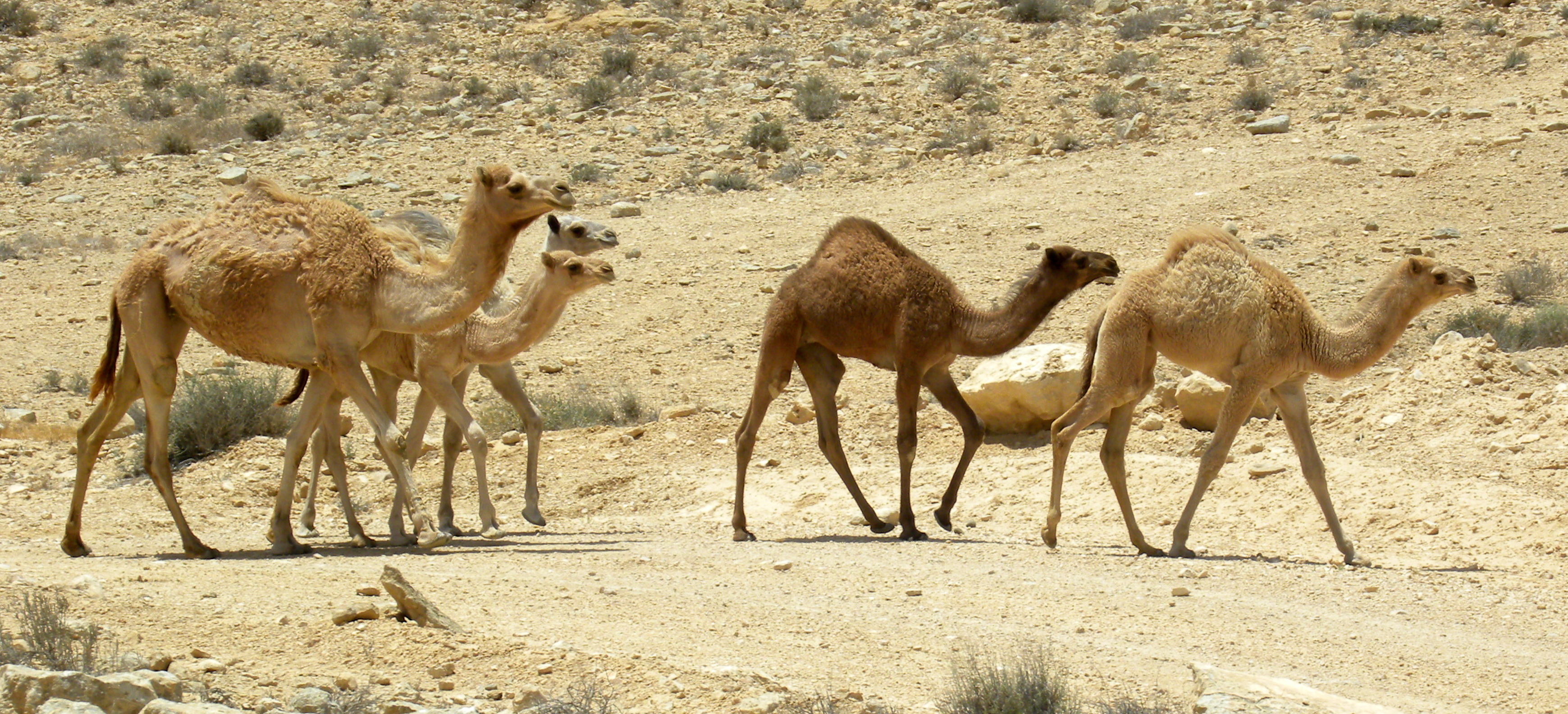

Arealul lor de răspândire este Africa de Nord și Asia de Sud Vest până în India; a fost introdus de om în Australia, unde animalele fugite din ferme s-au sălbăticit.

## Mod de viață
Dromaderii sunt animale active ziua. Trăiesc în harem, un mascul având mai multe femele. Uneori sunt lupte pentru ierarhie între masculi.

## Hrana
Dromaderii sunt animale erbivore, putând consuma și vegetație sărată sau cu spini. Hrana este la început înghițită, ajungând în  prestomacuri, pentru a fi regurgitată și rumegată când animalul este în repaus.

## Reproducție
Împerecherea are loc mai frecvent iarna, fiind dependentă de anotimoul ploios. Perioada de gestație durează între 360 și 440 de zile; gemenii la dromaderi sunt rari. Animalele tinere vor fi îngrijite de mamă timp de doi ani, după care femela este din nou aptă pentru împerechere. Tineretul femel atinge maturitatea sexuală la trei ani, pe când masculii la vârsta de 4 - 6 ani. Un animal poate trăi între 40 și 50 de ani.